# Bitherid
Bitherid (lateinisch Bitheridus) war ein Fürst (primas) der Bukinobanten, eines alamannischen Teilstammes. Er wurde im Jahre 372 zusammen mit Hortarius von Kaiser Valentinian I. als Truppenführer (tribunus militum) im Römischen Heer eingesetzt.

## Quelle
- Ammianus Marcellinus 29,4,7.